# Auto Esporte Clube
|  | Aquest article tracta sobre el club de futbol de Paraíba. Si cerqueu el club de Piauí, vegeu «Auto Esporte Clube (PI)». |

L'Auto Esporte Clube és un club de futbol brasiler de la ciutat de João Pessoa a l'estat de Paraíba.

## Història
L'Auto Esporte Clube fou fundat el 7 de setembre de 1936 per taxistes de la ciutat de João Pessoa. Guanyà el campionat paraibano els anys 1939, 1956, 1958, 1987, 1990 i 1992.
A nivell nacional fou eliminat de la primera ronda de la Copa João Havelange el 2000. També participà en la Copa do Brasil 1991, essent eliminat pel Grêmio, al Campeonato Brasileiro Série C el 1992, i a la Copa do Brasil de 1993, essent eliminat pel Paysandu.

## Estadi
L'equip juga a l'Estadi Evandro Lélis. Té una capacitat per a 2.000 espectadors.

## Palmarès
- Campionat paraibano:
  - 1939, 1956, 1958, 1987, 1990, 1992